# لانگ باکبی
لانگ باکبی (به انگلیسی: Long Buckby) یک روستا، قلعه و محله مدنی در بریتانیا است که در Daventry واقع شده‌است. لانگ باکبی ۱۶٫۴۶ کیلومتر مربع مساحت و ۳٬۹۱۳ نفر جمعیت دارد.